# Kruising (bouwkunst)

viering van een kruiskerk

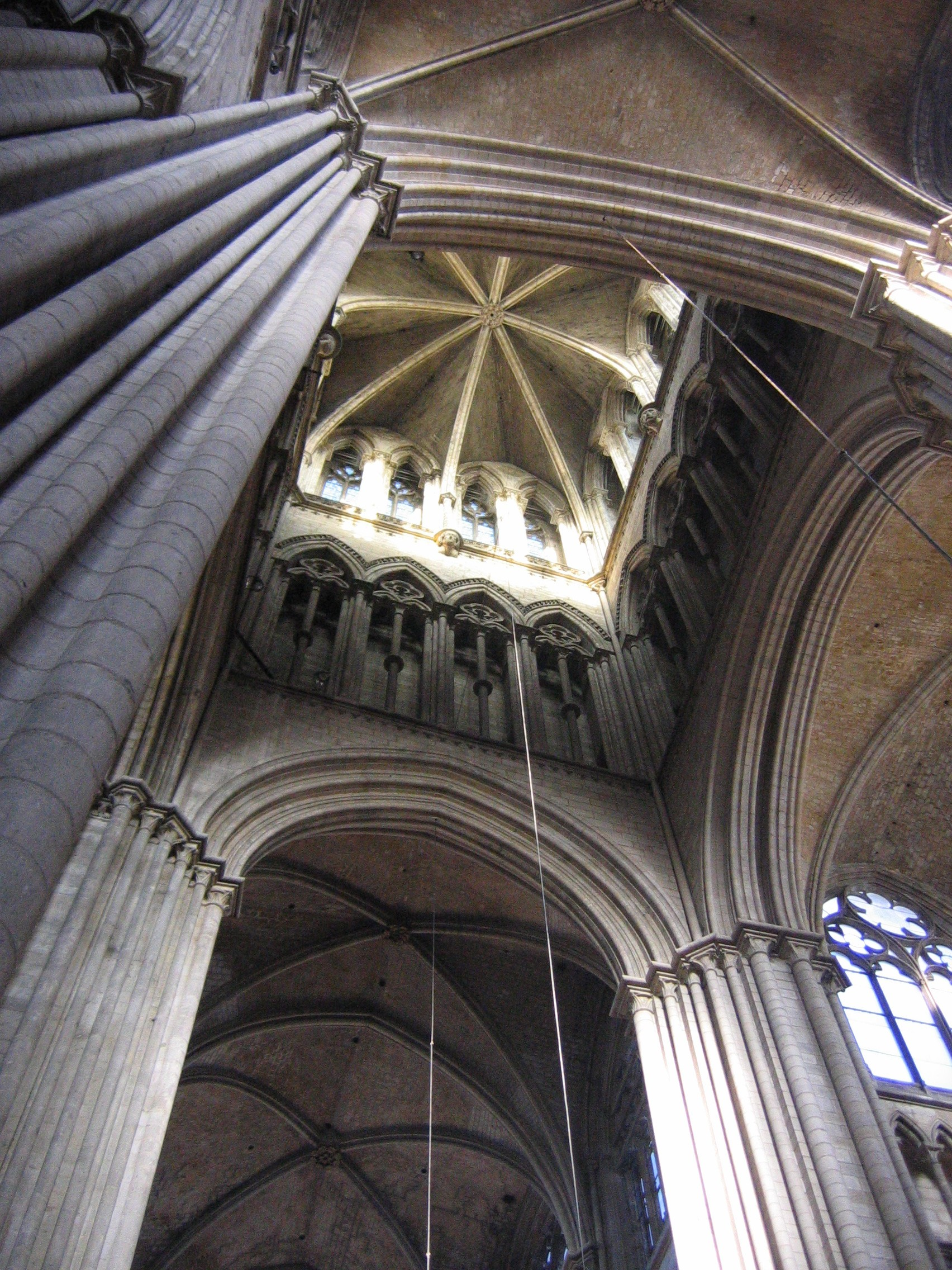
Kruising van de Notre-Dame in Rouen

De plaats in een kerk of kathedraal waar het schip en de dwarstransepten elkaar kruisen of doorsnijden wordt de kruising of de viering genoemd. Dit deel van de kerk wordt viering genoemd omdat deze ruimte in de plattegrond een vierkant is.
Men vond het na het Tweede Vaticaans Concilie nodig dat de priester de mis ook gericht naar de gelovigen kon vieren, versus populum, en niet meer gericht naar het oosten. Omdat de apsis en het priesterkoor vaak ver weg zijn van de gelovigen plaatste men in vele kerken een volksaltaar in de kruising. Een voorbeeld van deze verandering kan men zien in de Sint-Janskathedraal in 's-Hertogenbosch. Op deze plaats stond in de middeleeuwen en de barok al vaak een altaar voor of onder de bogen van het doksaal, het zogenaamde heilige Kruisaltaar. Dat was, ook in die tijden al, het altaar voor het volk, omdat de leken geen toegang hadden tot het priesterkoor, dat meestal door een doksaal of koorhek was afgesloten.
Het dakgedeelte dat schip en transepten gemeenschappelijk hebben wordt ook wel met kruising aangeduid. Er is soms midden op de kruising een vieringtoren of kruisingtoren te vinden of is er boven de kruising een koepel, kruisdak of dakruiter zijn gebouwd. De kerk met een koepel heet een kruiskoepelkerk. Hierin kan het angelus-klokje of de consecratie-klok hangen.